# March 731
O 731 é o modelo da March das temporadas de 1973 e 1974 da F1. 
Foi guiado por Mike Beuttler, James Hunt, Jean-Pierre Jarier, Henri Pescarolo, David Purley, Mike Wilds, Roger Williamson e Reine Wisell.